# Euthalia suidas
Euthalia suidas är en fjärilsart som beskrevs av Hans Fruhstorfer 1913. Euthalia suidas ingår i släktet Euthalia och familjen praktfjärilar. Inga underarter finns listade i Catalogue of Life.